# Александър Георгиев (футболист)
Вижте пояснителната страница за други личности с името Александър Георгиев.
Александър Георгиев е български футболист, състезател на Арда (Кърджали). Играе като полузащитник.

## Биография
През пролетта на 2006 г. на межуучилищен турнир по футбол Георгиев прави впечатление с уменията си на треньора на ПФК „Светкавица“ Търговище, Иван Иванов. През 2009 г. Александър играе финал за купата „Данониада“ където младите „Мълнии“ губят драматично 0:0 в редовното време и след дузпи отстъпват първото място на връстниците си от Русе. На 10 юни 2015 г. преминава в ЦСКА (София) от Литекс (Ловеч).
През лятото на 2019 г. преминава в тима на Арда (Кърджали) като свободен агент.